# アリスティッポス
アリスティッポス（希：Ἀρίστιππος、英：Aristippus、紀元前435年頃 - 紀元前355年頃）は古代ギリシアの哲学者。ソクラテスの弟子で、快楽主義を主張するキュレネ派の祖。
北アフリカキュレネの出身であると伝えられる。弟子の一人であるキュレネのアレテは娘。
著作は現存しないが、ディオゲネス・ラエルティオス『ギリシア哲学者列伝』などに言行が伝わる。将来を憂えたり過去に惑わされたりすることを愚かであるとし、刹那主義的な快楽を主張をして「自分たちのものとしては、現にあるものしかないのだ」と述べた。

## 生涯
アリスティッポスは、アリタデス (Aritades) の息子として、紀元前435年頃にキュレネ（現在のリビア）に生まれた。オリンピックに参加するためにギリシャに行き、そこで農学者イスコマコス (Ischomachus) と知り合った。彼自身の記述によればそこでソクラテスと会いたいという強い情熱を抱いた。そのため彼はアテネに向かい、紀元前399年のソクラテスの死のときまで共に過ごした。シケリアのディオドロスはアリスティッポスを紀元前366年頃までたどっているが、それは彼について知られている他の事実、例えば彼が親しかった高級娼婦（ヘタイラ）コリントのライスが紀元前421年生まれであることなどともよく一致する。
ソクラテスの弟子ではあったが、彼はその主義においても行動においても、彼の師の教えと模範からは大きく外れていた。彼は贅沢な生活を送り、性的満足を喜んで追求し、悪名高いライスとも親しかった。彼は講義の謝礼金を受け取っていたが、ソクラテスの弟子の中でそうしたのは彼が最初であった。彼はソクラテスに対し、自分の生まれ故郷の政治に巻き込まれる厄介を避けるために他の国に住んだと語ってもいた。彼はディオニュシオス1世もしくはディオニュシオス2世の王宮に仕えていた時期もあり、紀元前396年には、スパルタをロドス島から追放した総督アルタプレネスの捕虜になっていたこともあるという。彼は最後にはキュレネに戻って老年を過ごしたとみられる。

## 関連文献
- 納富信留「第23章 アリスティッポス 快楽主義の創始者」『ギリシア哲学史』 筑摩書房、2021年。ISBN 978-4-480-84752-2
- 三嶋輝夫 著「小ソクラテス学派」、内山勝利 編『哲学の歴史 第1巻 哲学誕生 古代1』中央公論新社、2008年。ISBN 9784124035186。
- 三嶋輝夫『ソクラテスと若者たち 彼らは堕落させられたか？』春秋社、2021年。ISBN 9784393322338